# Rumänskt vin

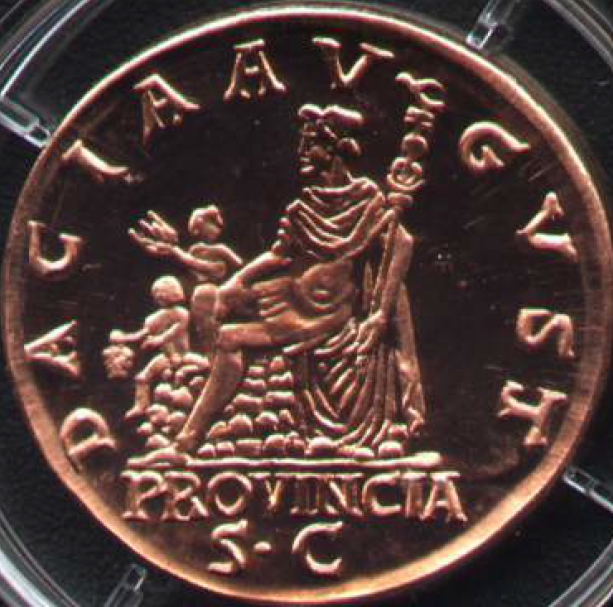
Romerskt mynt (nutida reproduktion) kallat "Dacia Felix", det lyckliga Rumänien. Präglat runt år 106 för att ära Trajanus och hans erövring av Dacia. Rikedomen i provinsen symboliseras av druvklasen som pojken håller i. Rumänien har Europas största guldfyndigheter och det var guldet Trajanus ville åt.

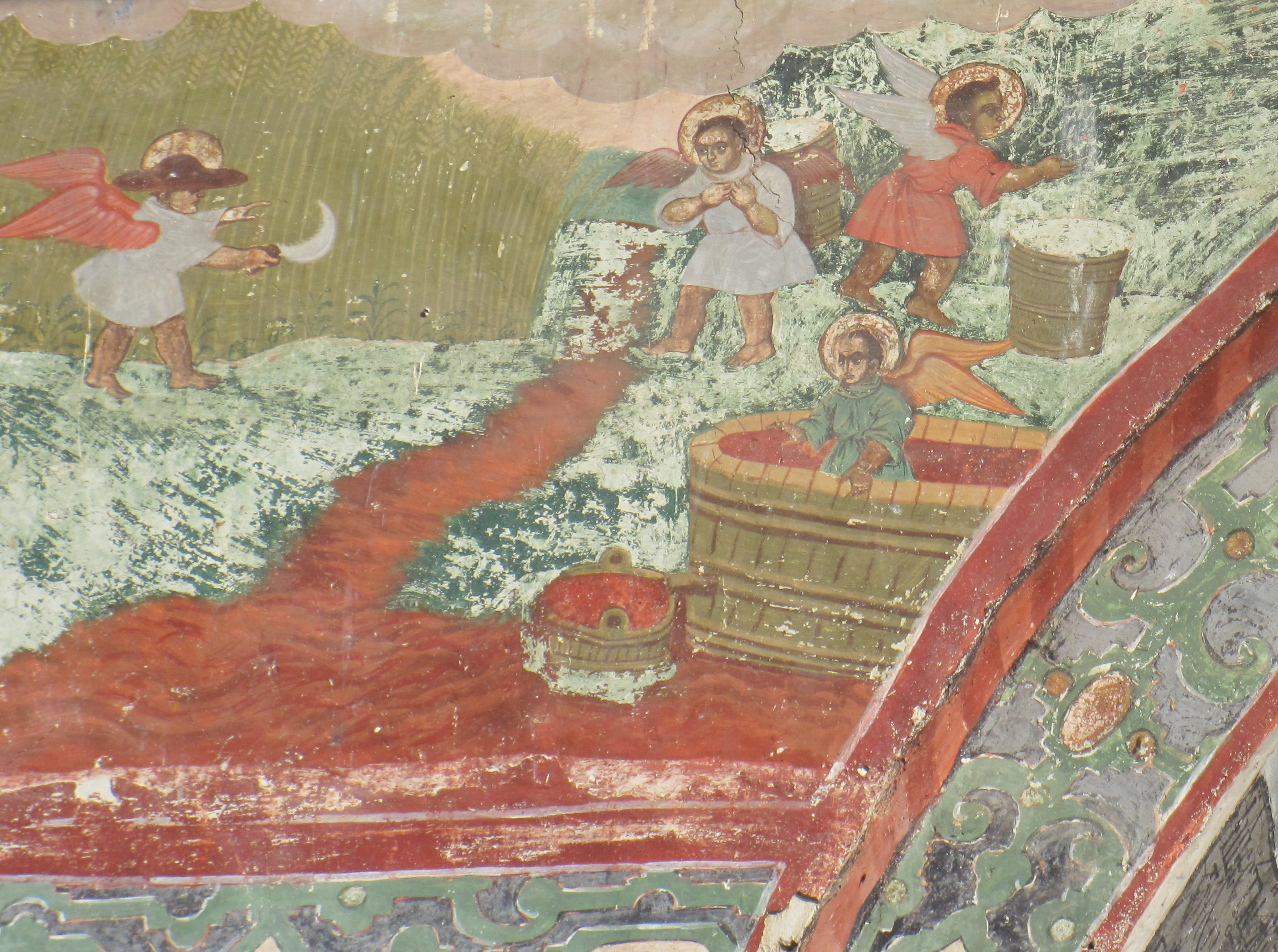
Änglar som tillverkar vin. En trampar i tråget och andra skördar. Målning från 1601 och Suceviţa kloster, Bucovina, Rumänien.

Rumänskt vin (rumänska: vin romanesc) är vin producerat i Rumänien. Rumänien är ett av världens äldsta vinländer och det största vinlandet i Östeuropa. Vin gjort på vindruvor har en mycket lång historia i landet och kan spåras tillbaka till dakerna och det som kallades Dacia av romarna. Några få ord har överlevt från det språk som dakerna talade och bland dem finns de rumänska orden strugure (druva), butuc (vinranka) och ravac (druvsaft). Rumänsk vinkultur och moldavisk vinkultur är snarlik, även om Moldavien odlar mycket lite inhemska druvor.

## Historia

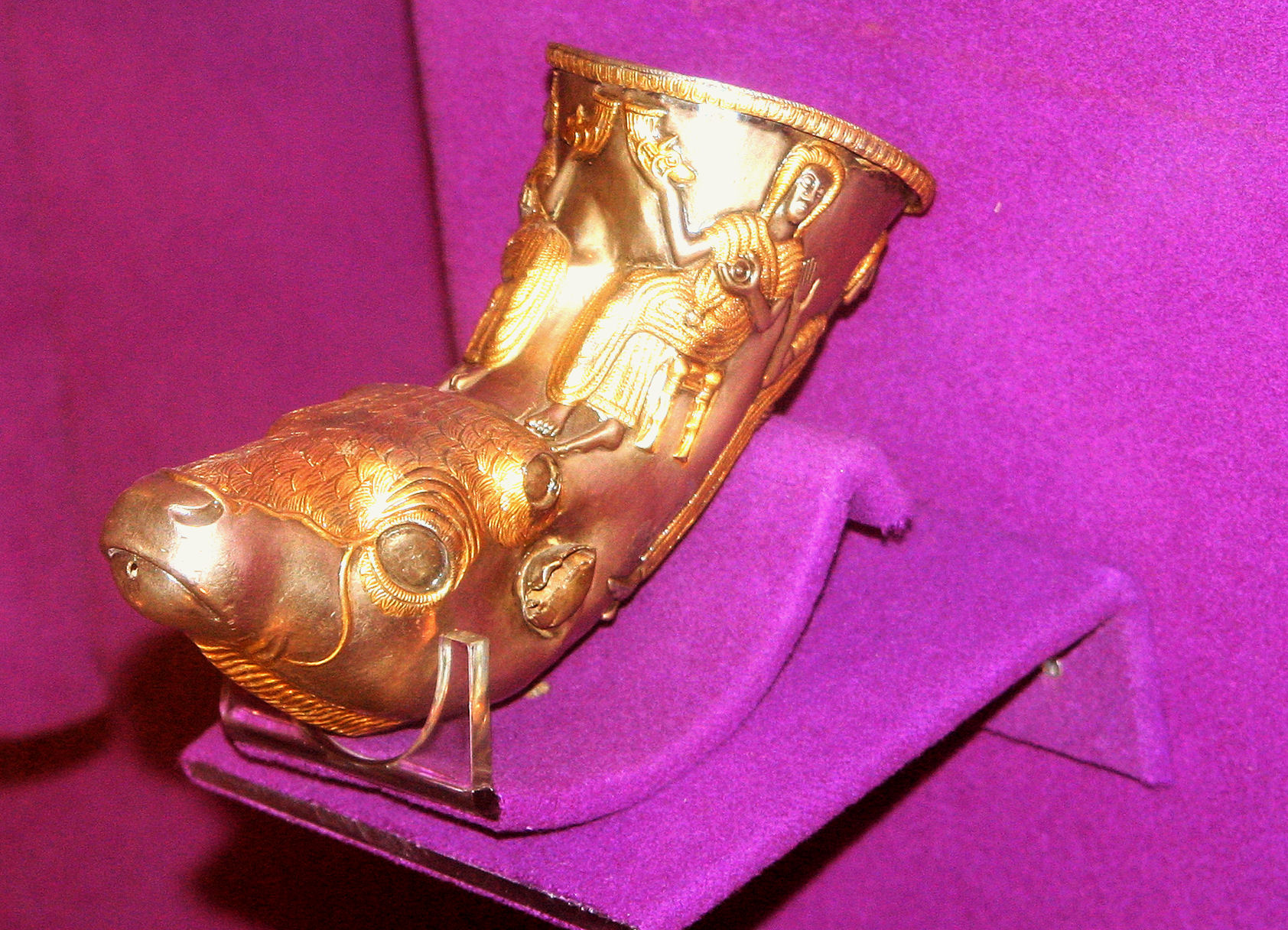
Geto-dakiskt dryckeskärl, rhyton, gjort av guld.

Under neolitisk tid odlades troligen vin i området som är dagens Rumänien och Moldavien. Vinčakulturen var utbredd i stora delar av Balkan från 5700 f.Kr. till 4500 f.Kr. Denna arkeologiska kultur var överlappande med den bulgariska Varna-kulturen vid Svarta havet och Cucuteni-Trypillia-kulturen som hade sitt centrum i Bessarabien mellan Östkarpaterna och floden Dniestr. Arkeologerna är övertygade om att dessa tidiga folk odlade druvor, eller i vart fall insamlade druvor, men det har inte gått att bevisa att de tillverkade vin.

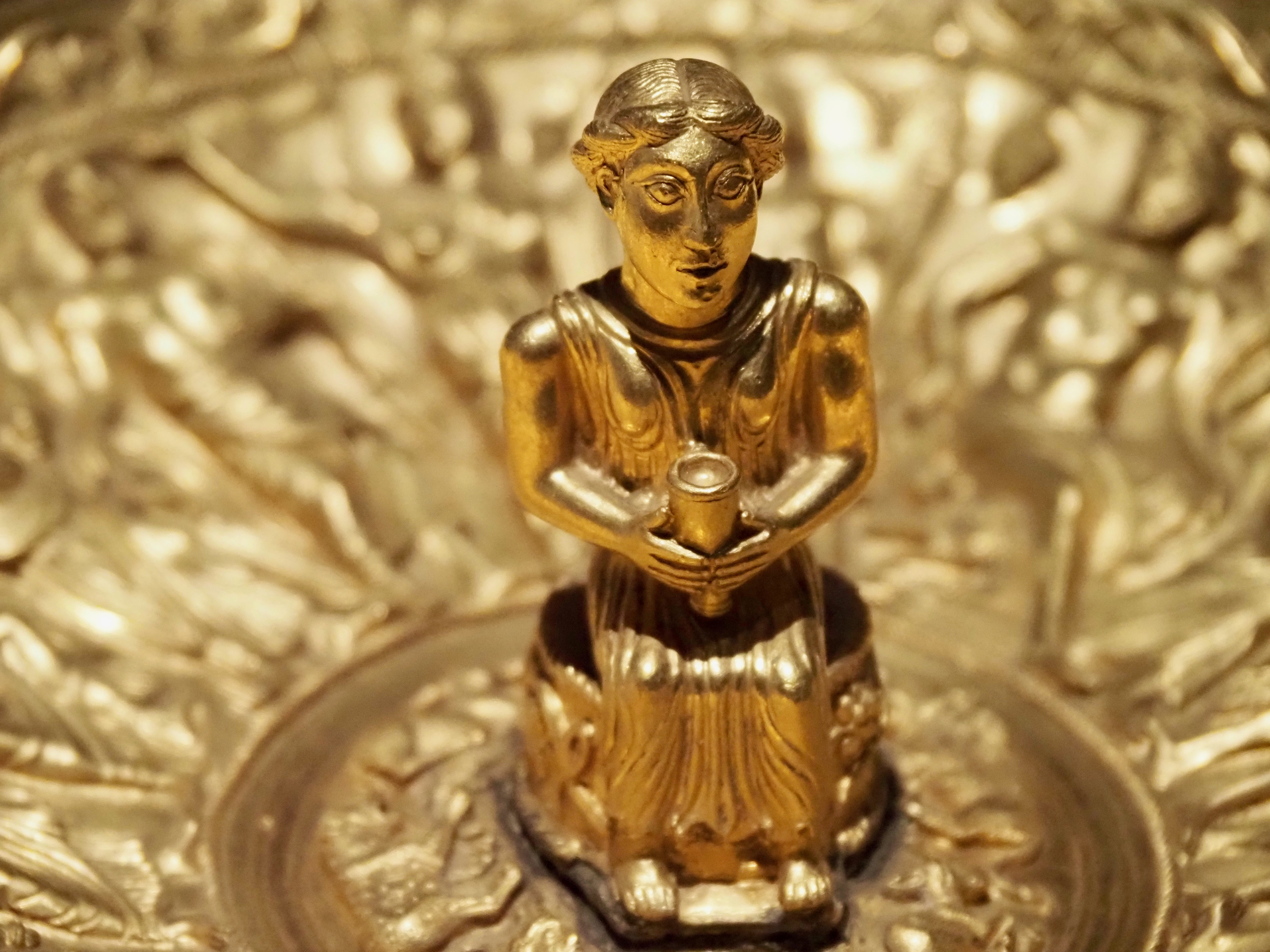
Statyett, i mitten av ett stort guldfat, föreställande en person med dryckesbägare. Från 400-talet e.Kr. Funnet vid Istrița, Buzău, Valakiet.

De första "rumänerna", dakerna, var lingvistiskt nära besläktade med grannarna thraker, besser och geter. Dessa olika stammar var indoeuropéer och kom att slå sig ner i området runt 2000 f.Kr. Antikens greker kom till kusten i Dobruja på 600-talet f.Kr. och de levde bl.a. i det som är dagens Constanța. Redskap som användes för vinodling har hittats från denna tid. Strax före vår tideräknings början visar romarna intresse för området men daker och geter enas i ett förbund under kung Burebista för att stå emot. År 106 till 107, vår tideräkning, lyckas dock den romerske kejsaren Trajanus inta området, som de kallar Dacien. Romarna blev kvar fram till 270-talet då först goter trängde in. Med tiden också hunner. På 600-talet kom slaviska grupper. De redan latinskt talande dakerna var dock så många att andra folk assimilerades. Historisk skriftlig dokumentation angående vin saknas dock fram till 1000-talet, då ordet "vinstock" finns registrerat i ett dokument som rör den första ungerska drottningen Gizela och där det står att hon skänker detta till ett rumänskt kloster. På 1200-talet finns det också registrerat att vinodling förekommer i flera kloster.
På 1100-talet inleddes en våg av invandring av tyska sachsare vilka slog sig ner i Transsylvanien där de etablerade byar och städer. Detta innebar ett uppsving för vinodlingen och på 1200-talet var dessa sachsare undantagna plikten att betala skatt på vin. 
Cramele Rekash grundades på 1400-talet och 1448 nämns Cotnari som en by som producerar vin. På 1500-talet finns det skriftliga belägg för ett tunnbindarskrå.
Osmanerna anlände på 1400-talet men Valakiet-Moldavien (dåtidens Rumänien) blev aldrig ockuperat utan istället vasall, vilket gjorde att vinodlingen inte påverkades. På 1800-talet grundades det kungliga vingodset Corcova, men all dokumentation från det förstördes i en brand alldeles i början av 1900-talet och det som var kvar av dokumentation förstördes av kommunisterna under senare 1900-tal. Även gamla sorter och vinstockar rycktes upp av kommunisterna.
Vinlusen hittades för första gången år 1880 i trakten av Arad i Banatet, och noterades i andra änden av landet år 1884. Rumänien gjorde som Bulgarien och sökte fransk hjälp och expertis. Således grundades plantskolor och förökning av amerikanska grundstammar i stor skala inleddes. Det var också under denna period som franska ädla sorter kom till landet.
1944 anlände röda armén och Rumänien togs över av rumänska kommunister utbildade i Moskva. Några år senare tvingades bönderna in i kooperativ och deras mark konfiskerades. Processen var slutförd 1962 utom i vissa bergstrakter där det inte var möjligt. Allt vin skulle nu produceras i stora statliga fabriker. Vinproduktionen ökade markant med mekanisering och utbredd användning av konstgödsel. Sovjet, Östtyskland och Tjeckoslovakien var stora mottagare, men exporten var ändå en liten del av den totala produktionen.

## Produktion

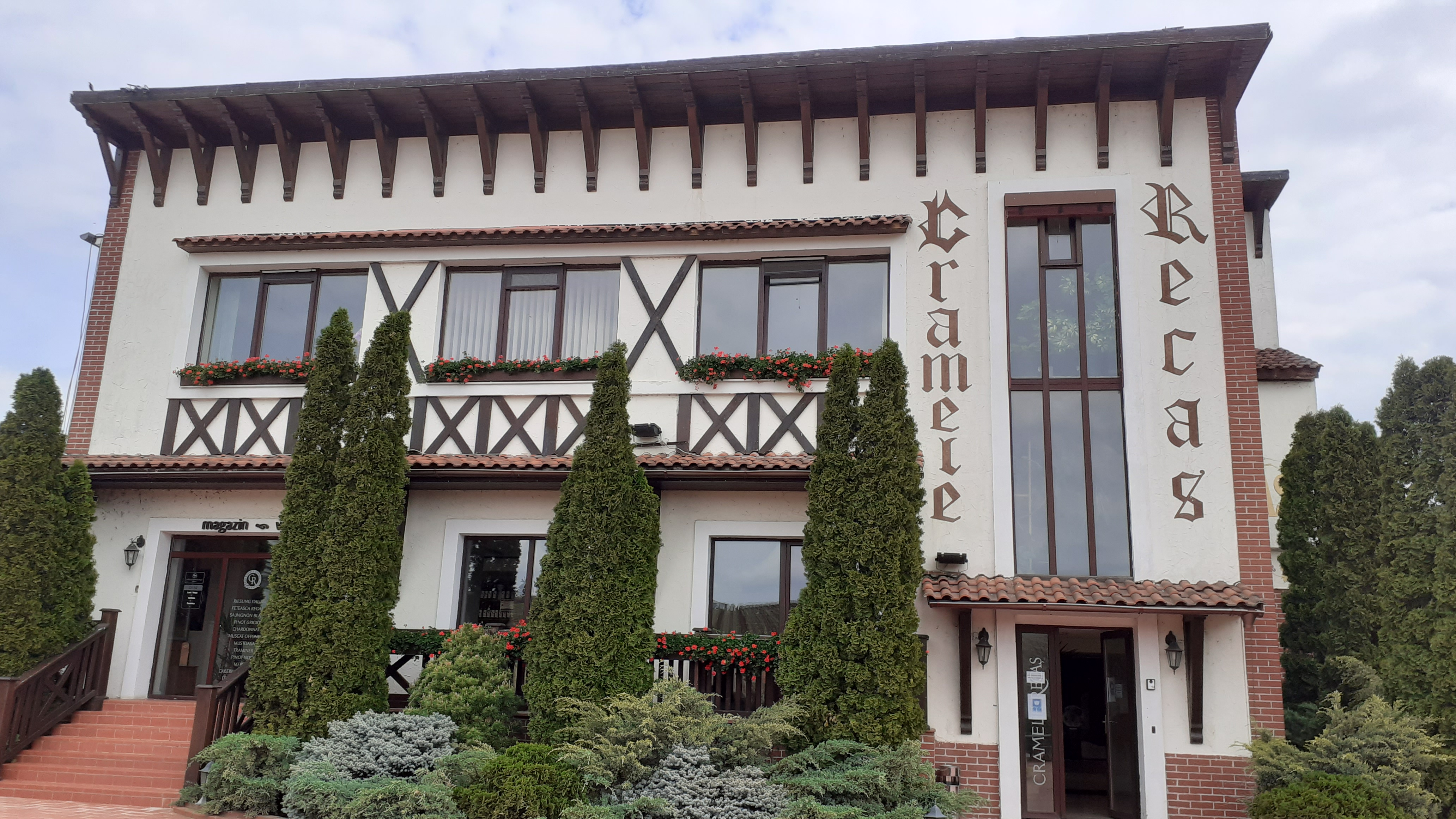
Tillverkaren Rekash huvudkontor och butik ligger strax utanför Timishoara.

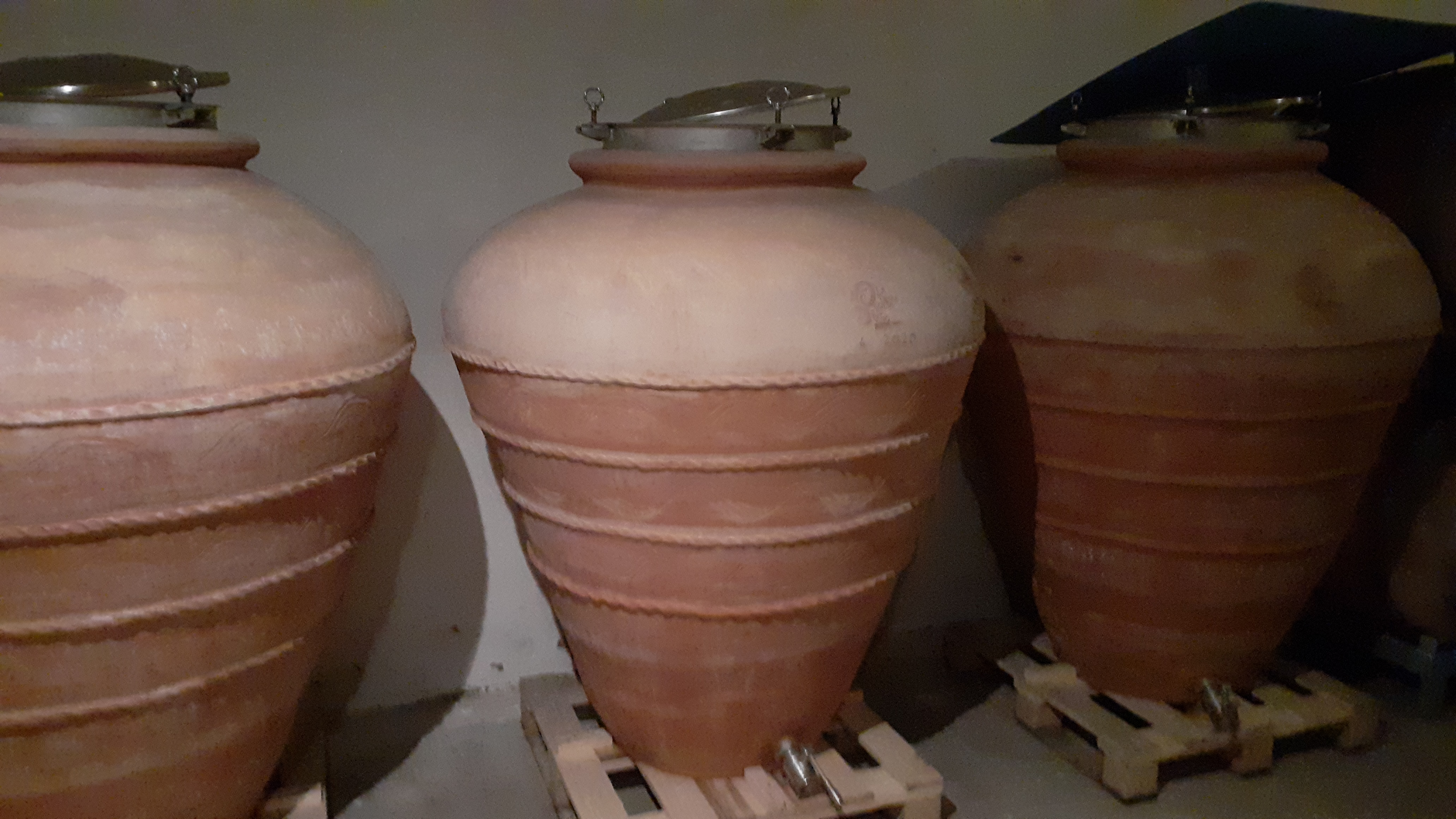
Stora krukor, kvevris, på Rekash vineri våren 2022. De experimenterar för att få fram nya produkter, som t.ex. naturviner och orangeviner.

Rumänien är speciellt i den bemärkelsen att den största delen av det vin som produceras görs på inhemska rumänska sorter. Den inhemska marknaden är också mycket viktig. Cirka 1 miljon människor har sin försörjning inom vinbranschen och den inhemska konsumtionen är hög, officiellt över 20 liter per person och år. Därtill skall läggas hemproducerat och den grå marknaden. År 1989 var 275 000 hektar planterat med vin, men en mycket stor andel av det var hybrider framtagna med Vitis labrusca i blandningen. År 2020 rapporterades att 190 000 hektar druvor odlas för vinproduktion, vilket placerar Rumänien som nummer åtta i världen. (Kina och Turkiet har dock större druvareal om man också räknar produktion av bordsdruvor och russin) Rumänien har inte varit speciellt inriktat på export, så som är fallet med t.ex. Bulgarien. Det beror på den stora inhemska marknaden. I slutet av 1980-talet utgjorde exporten 7 % av vinproduktionen och det berodde på att diktatorn Nicolae Ceaușescu tvingade bönderna/folket till det. Från 2006 har Rumänien istället blivit ett land som importerat vin. Export förekommer men importen är större.
Bland de större företagen kan nämnas Cramele Rekaș i Banatet, Jidvei Winery i Transsylvanien och SC Cotnari SA i Västmoldavien. Det söta Cotnari är troligen Rumäniens mest kända vin. Det är gjort på samma sätt som ungerska Tokajer, d.v.s. med hjälp av ädelröta.
Det finns ett visst intresse för ekologisk produktion och s.k. naturviner, men det hade inte riktigt tagit fart 2018. Det rumänska jordbruksdepartementet hävdar dock att 10 % av arealen är under ekologisk produktion (2018), en siffra Caroline Gilby MW är tveksam till. Även orangevin har fått en del uppmärksamhet och var 2018 en ökande trend. Cramele Rekaș har fått ut ett första orangevin på marknaden vilket sålts i England.

## Druvor

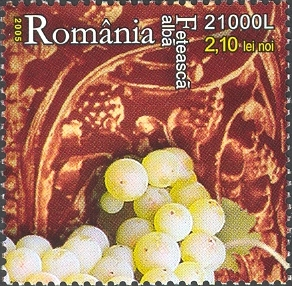
Frimärke från 2005 som presenterar den rumänska druvan Fetească Albă, vilket ungefär kan översättas till "flickans vita".

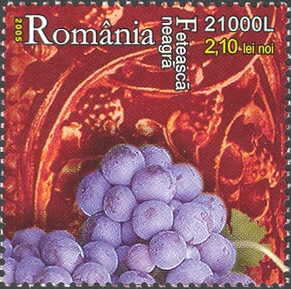
Fetească Neagră "flickans svarta".

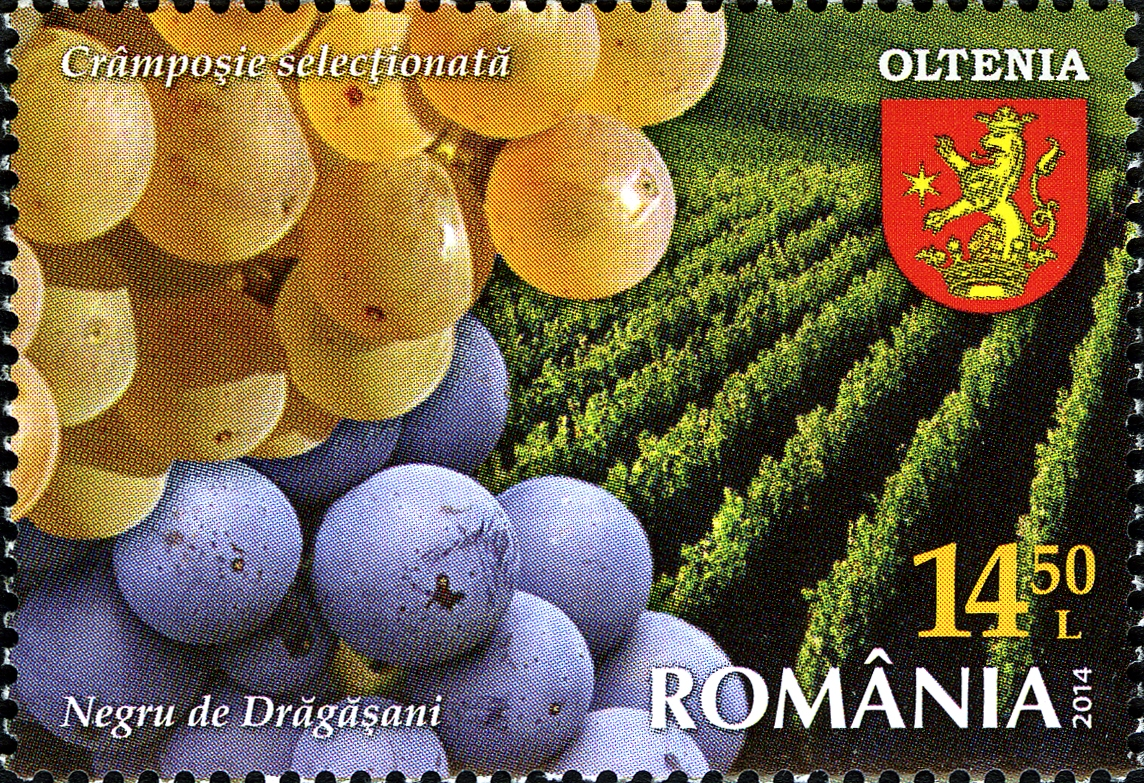
Crămpoșie Selecţionată togs fram av växtförädlare som komplement till originalet som inte är självpollinerande.

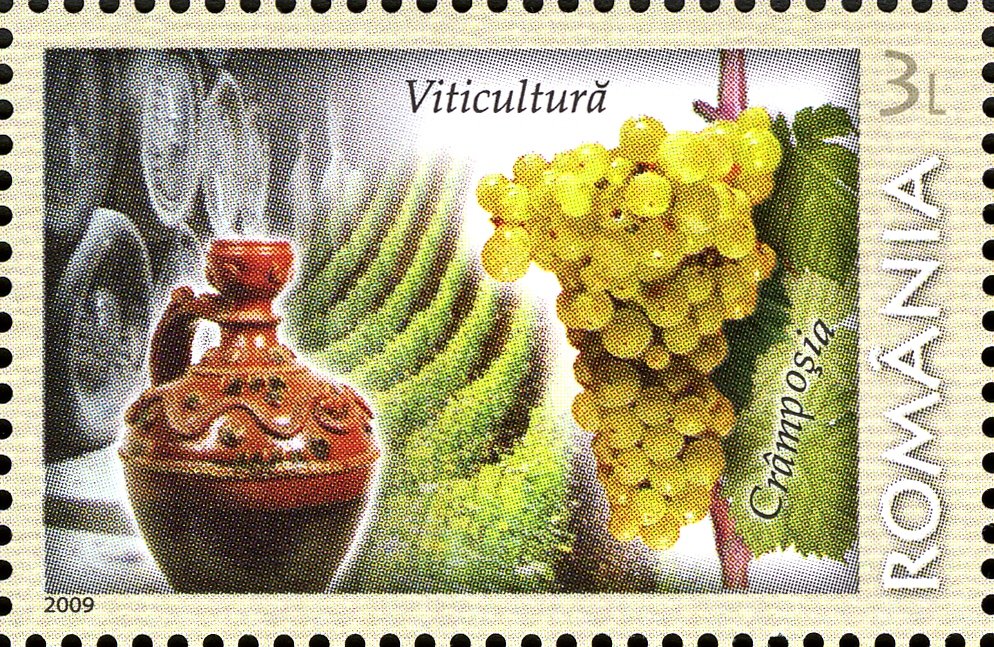
Crămpoșie

Inhemska druvor i Rumänien och inhemska druvor i grannlandet Moldavien är de samma och ingen vet egentligen exakt ursprung. Rumänien och Moldavien har ofta varit samma land och de pratar samma språk. En provins i Rumänien kallas ibland Moldavien, Västmoldavien eller Moldau.
| Sort                          | Färg                 | Hektar |
| ----------------------------- | -------------------- | ------ |
| Fetească regală               | Grön                 | 12 661 |
| Fetească albă                 | Grön                 | 12 383 |
| Merlot                        | Blå                  | 11 367 |
| Riesling Italico              | Grön                 | 7 519  |
| Sauvignon blanc               | Grön                 | 5 614  |
| Aligoté                       | Grön                 | 5 545  |
| Cabernet Sauvignon            | Blå                  | 5 406  |
| Muscat Ottonel                | Grön                 | 4 898  |
| Fetească neagră               | Blå                  | 2 949  |
| Roșioară                      | Blå                  | 2 661  |
| Băbească neagră               | Blå                  | 2 614  |
| Pinot Noir                    | Blå                  | 2 023  |
| Chardonnay                    | Grön                 | 2 004  |
| Tămăiosă romănească           | Grön                 | 1 668  |
| Pinot Gris                    | Gråblå till brunrosa | 1 589  |
| Burgund Mare                  | Blå                  | 697    |
| Grasă de Cotnari / Kövérszőlő | Grön                 | 562    |
| Traminer Roz / Gewürztraminer | Grön/rosa            | 515    |
| Syrah / Shiraz                | Blå                  | 502    |
| Crămpoșie                     | Grön                 | 451    |
| Busuioacă de Bohotin          | Rosa                 | 448    |
| Rkatsiteli                    | Grön                 | 423    |
| Galbenă de Odobești           | Grön                 | 406    |
| Frăncușa                      | Grön                 | 352    |

Rumänien hade också 82 000 hektar planterat med hybrider år 2017. Detta trots att avtalet med EU vid inträdet i unionen 2007 stipulerade att alla hybrider skulle ha avlägsnats senast 2014. Avtalet innebar också att Rumänien skulle få nyplantera 30 000 hektar med ädelvin (Vinifera) som ersättning.
Andra inhemska rumänska sorter som är planterade på lite större areal är:  Băbească Gri (295 hektar) Mustoasă de Maderăt (281 hektar), Aromat de Iași (57 hektar), Crămpoșie Selecţionată (20 hektar) och Negru de Drăgășani (19 hektar). Bland moderna nyframtagna rumänska korsningar i odling finns bl.a. Novac, Sharbă, Alutus, Columna och Amurg.
Det finns också gamla rumänska sorter som i princip endast finns i vininstitutens samlingar och genbanker. Bland dessa finns Ardeleanca, Armas, Basicata, Bătută Neagră, Berbecel, Braghina Roz, Braghina Alb, Creaţă, Negru Moale, Negru Vărtos och Vulpe.

## Vinregioner
I Rumänien fanns 33 områden med skyddad ursprungsmärkning år 2018. Rumänien använder samma terminologi som Italien d.v.s. DOC ( på rumänska: Denumire de Origine Controlată) vilket motsvaras av PDO i en del andra länder, AOC/AOP i Frankrike och AVA i USA. Dessutom finns sex olika speciella områden för mousserande vin.
- Transsylvaniens högland (Podișul Transilvaniei) med DOC-områden som Târnave och Alba Iulia, samt tre till.
- Västmoldavien (Dealurile Moldovei) med bland annat DOC Cotnari, Iași (tidigare Jassy), Odobești och Cotești, samt åtta områden till.
- Munteni och Olteni som omfattar bl.a. Drăgășani och Dealu mare, samt sex områden till
- Banatet (Banatului) med DOC Recaș och Teremia, samt tre till.
- Crișana (Crișanei) och Maramures (Maramureșului) med områdena Miniș-Măderat, Diosig Șimleu Silvaniei och Valea lui Mihai.
- Dobruja (Colinele Dobrogei) med områden som Sarica-Niculițel, Istria-Babadag och DOC Murfatlar.
- Donaus terrasser (Terasele Dunării) som består av Greaca och Ostrov.